# Лауинген (Дунав)
Лауинген (Дунав) (њем. Lauingen (Donau)) град је у њемачкој савезној држави Баварска. Једно је од 27 општинских средишта округа Дилинген ан дер Донау. Према процјени из 2010. у граду је живјело 10.835 становника. Посједује регионалну шифру (AGS) 9773144.

## Географски и демографски подаци
Лауинген се налази у савезној држави Баварска у округу Дилинген ан дер Донау. Град се налази на надморској висини од 439 метара. Површина општине износи 44,4 km². У самом граду је, према процјени из 2010. године, живјело 10.835 становника. Просјечна густина становништва износи 244 становника/km².

## Међународна сарадња
| Мјесто  | Држава  | Врста сарадње | Од    |
| ------- | ------- | ------------- | ----- |
| Тревиљо | Италија | партнерство   | 1999. |
| Извор   |         |               |       |